# ابن سينا (مسلسل)
ابن سينا (بالفارسية: بوعلی سینا) هو مسلسل تلفازي إيراني عُرض عام 1985 م يحكي قصة حياة العالم الإيراني المسلم ابن سينا. تدور أحداث المسلسل في أردستان ومسجدها الكبير التاريخي. وقد كتبه وحرّره وأخرجه كيهان رهكزار. يضم فريق التمثيل الرئيس أمين تاراخ وفيروز بهجت محمدي وجمشيد لايق وإسماعيل محرابي وشنكيز وثوقي وسروار نجاة اللهي. عُرض المسلسل على شبكات سيما المتعددة عدة مرات.

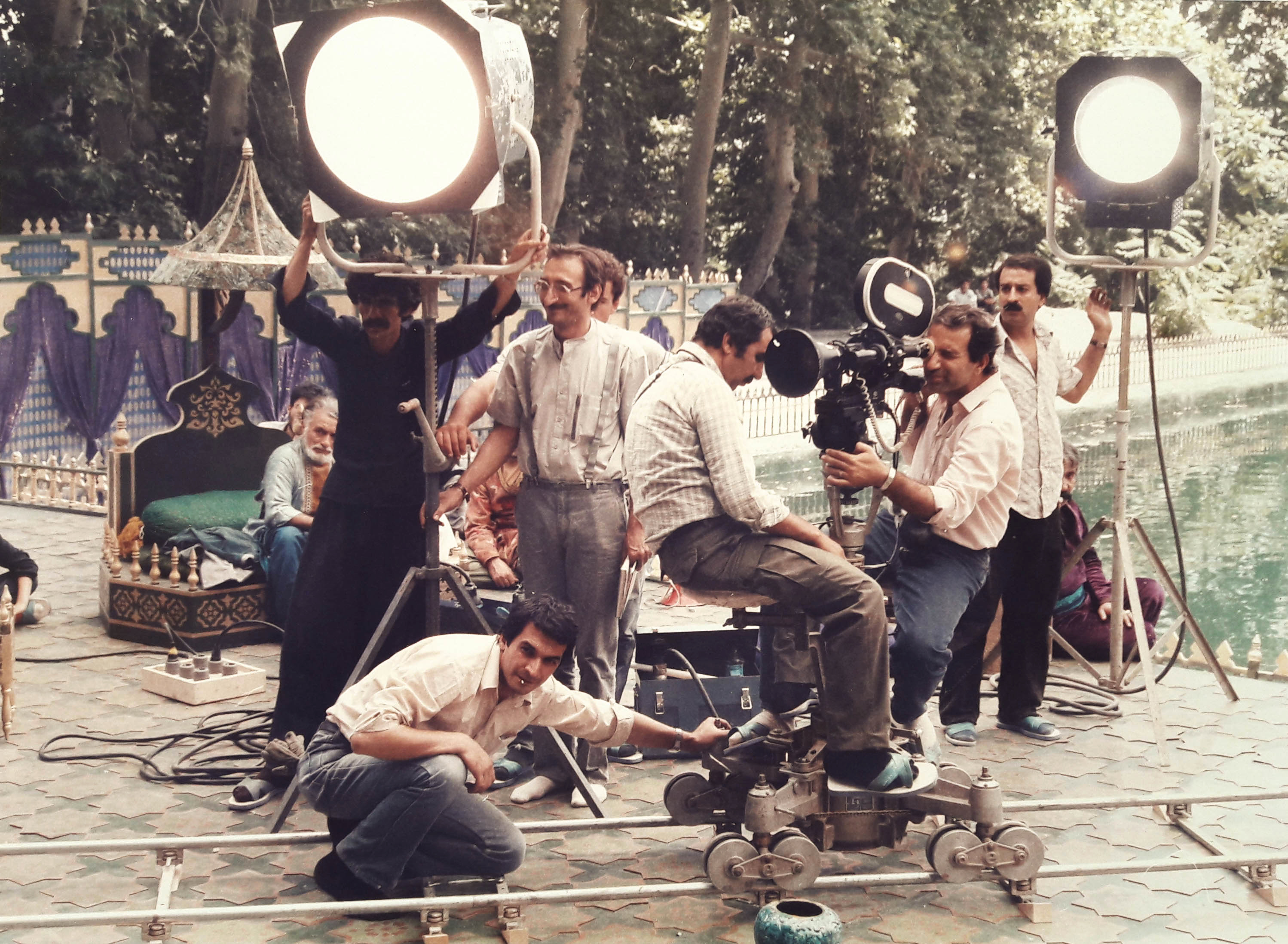
فرخ مجيدي يصور مسلسل ابن سينا

## الممثلون والأدوار
| الممثل                   | الدور                                                           |
| ------------------------ | --------------------------------------------------------------- |
| أمين تاراخ               | ابن سینا                                                        |
| فيروز بهجت محمدي         | المبعوث الخاص للسلطان محمود الغزنوي                             |
| محمد أبهري               | المبعوث الخاص للسلطان محمود الغزنوي                             |
| سعيد أويسي               | نوح بن منصور الساماني                                           |
| إسماعيل محرابي           | الابن الأصغر لنوح بن منصور الساماني (أبو الحارث منصور الساماني) |
| شنكيز وثوقي              | الابن الثاني لنوح بن منصور الساماني                             |
| أصغر محبي                | الابن الأكبر لنوح بن منصور الساماني                             |
| فاضل أجبوري              | أبو الريحان البیرونی                                            |
| حسين محب أهري            | أبو عبيد الجوزجاني                                              |
| عناية الله بخشي          | تاجر في طريقه من جورجان إلى الري                                |
| عطاء الله زاهد           | قابوس بن وشمكیر أمير الدولة الزيارية                            |
| عزة الله مقبلي           | الحكيم المزيف في بلاط نوح بن منصور الساماني                     |
| جمشيد لايق               | معلم طفولة ابن سينا                                             |
| محسن سهرابي              |                                                                 |
| عبد الله الإسفندياري     |                                                                 |
| محمد ساربان              | ابن عزيز (وزير نوح بن منصور الساماني)                           |
| نسرین فروتنیان قاسم زاده | السيدة شيرين (ملك خاتون)                                        |
| سروار نجاة اللهي         | ستارة (أم ابن سينا)                                             |
| ماهي رهقدار              | مجد الدولة الديلمي البويهي في الطفولة                           |
| مليحة نيكجومند           | والدة الأمير خوارزمشاه                                          |
| مهري وداديان             | مربية ورسول السيدة شيرين                                        |
| صالح نجفي                | ابن سينا في الطفولة                                             |
| آية نجفي                 | محمود (أخ ابن سينا) في الطفولة                                  |
| فرهاد خان محمدي          |                                                                 |
| عباس ناظري نيق           |                                                                 |
| شهرزاد کمالي             |                                                                 |
| حیدر عمراني              |                                                                 |
| أصغر ضرابي               |                                                                 |
| قاسم میر فصیحی           |                                                                 |
| خسرو ثقفیان              |                                                                 |

## نبذة
يحكي المسلسل قصة الشيخ الرئيس أبي علي سينا، أحد أعظم علماء الإسلام وفارس. ومع أن هذه السيرة مُصورة في شكل قصة، إلا أنها تتضمّن أدق التفاصيل المعمارية والثقافية والإسلامية لآسيا الوسطى، وتُروى القصة من وجهة نظر ابن سينا نفسه. وقد عاش ابن سينا في فترة العصر العباسي الثاني المعروف بـ(عصر نفوذ الأتراك)، إذ بدأ الأتراك في السيطرة على مفاصل الدولة العباسية، وبدأت الخلافة تتقسّم في أقطار العالم الإسلامي، ولم تكن آسيا الوسطى باستثناء فبدأ الأتراك بالسيطرة على الدول الإيرانية في آسيا الوسطى، وبدأت هجرة الأتراك من منغوليا وشمال تركستان.

## قائمة الحلقات
| رقم الحلقة | العنوان                               | الدولة التي عاش فيها            | أمير الدولة                                 | السنوات التقريبية | المواضيع |
| ---------- | ------------------------------------- | ------------------------------- | ------------------------------------------- | ----------------- | --- |
| 1          | من بلخ وأفشنة إلى خرميثن              | الدولة السامانية - خرميثن       | نوح بن منصور الساماني                       | 980–1002 م        | تبدأ الأحداث بهجرة عبد الله (والد ابن سينا)، من مدينة بلخ، إحدى كبريات حواضر الفُرس، إلى قرية صغيرة تُدعى أفشنة. وهناك يتعرّف على أسرة فارسية من أهل القرية، فيتزوج من ابنتهم ستارة التي تصبح أم ابن سينا. وفي أفشنة يولد الفيلسوف والطبيب الصغير؛ ونرى هناك العادات الإسلامية الفارسية لعائلته. يعمل عبد الله (والد ابن سينا) مسؤولًا حكوميًّا للسامانيين بقرية خرميثن، حيث ينشأ ابن سينا ويتلقى تعليمه الأول. |
| 2          | طفولة النبوغ                          | الدولة السامانية - خرميثن       | نوح بن منصور الساماني                       | 980–1002 م        | ننتقل إلى طفولة ابن سينا، حيث يترعرع مع أخيه محمود (الذي يصغره بثلاث سنوات) تحت رعاية المؤدّب. ويُظهر منذ صغره نبوغًا غير مألوف، إذ يبدأ بمحاولة علاج المرضى. يلتقي والده بكبير دعاة الإسماعيلية (الداعي المطلق) حيث يظهر إيمان العائلة للتشيع، ورغم صغر ابن سينا، إلا أن وفدًا من مبعوثَيْن من سلطان الأتراك المُعظّم محمود الغزنوي يصل لعائلته في قرية خرميثن يطلب استقدام ابن سينا إلى بلاطه، فيتعجّب المبعوثان لصغر سنه، فيدعانه على أن يأتي لبلاط الغزنويين بعد رُشده. |
| 3          | طبيب بخارى                            | الدولة السامانية - بخارى        | نوح بن منصور الساماني                       | 980–1002 م        | يكبر ابن سينا ويغدو أكثر علمًا ونضجًا، بينما يلتحق أخوه محمود بأخواله في التجارة. ينتقل ابن سينا إلى بخارى، عاصمة السامانيين، حيث يواصل ممارسة الطب. يُصاب الأمير نوح بن منصور الساماني بمرض غامض، فيُستدعى ابن سينا لعلاجه تحت إشراف الوزير ابن عزيز. وخلال علاجه يكتشف أن الأمير يتعرض لتسميم بطيء، إذ إن جرعة السم تزداد بشكل تدريجي حتى يكون المرض تدريجيًّا ولا يثير موته الشك. ويكافئ الأمير نوح بن منصور الساماني ابن سينا لعلاجه له، فيمنحه مفاتيح مكتبة السامانيين الكبرى، وهي من أعظم خزائن الكتب في زمانها. وفي خضم ذلك، يشرع والداه في خطبة ابنة أحد أقربائهم لابن سينا، ويظهر والده وهو متعب مريض؛ وفي أثناء عمل ابن سينا في بلاط السامانيين يصله خبر مرض والده عبد الله. |
| 4          | مؤامرة ونجاة                          | الدولة السامانية - بخارى        | نوح بن منصور الساماني                       | 980–1002 م        | يرسل الأمير نوح رسائل إلى أبنائه الثلاثة، فيفهمون أنه أدرك تآمرهم عليه، فيثور غضبهم على الطبيب الشاب ابن سينا الذي كشف المؤامرة. وفي تلك الأثناء، يصل مبعوثا السلطان محمود الغزنوي مطالبين الأمير نوح بتسليم ابن سينا. يتردد الأمير نوح في البداية، ثم تساوره المخاوف من أن يستقل ابن سينا بعلمه بعد اطلاعه على علوم المكتبة، فيفكر في تسليمه بنفسه عربون سلام إثر المناوشات الحدودية التركية الغزنوية مع السامانيين. يشب حريق في مكتبة السامانيين الكبرى، ويُبلغ منصور الساماني (ابن نوح) الأمير نوح بوقوع الحريق ويتهم ابن سينا (لا يوضّح المسلسل هل كان منصور من أشعل النار لينتقم من ابن سينا لكشف المؤامرة أم أن ابن سينا من أشعلها لرغبة نوح في تسليمه للغزنويين)، يهرب ابن سينا لمنزله في خرميثن قبل أن يُقبض عليه، ويُصدم هناك بخبر وفاة والده من المرض، ويلتقي بأمه المفجوعة. |
| 5          | دم على العرش                          | الدولة السامانية - خرميثن       | منصور بن نوح الساماني                       | 980–1002 م        | يموت الأمير نوح مسمومًا على يد أبنائه الثلاثة، غير أن الصراع بينهم ينتهي بقتل منصور بن نوح لإخوته واستئثاره بالملك، وفرض هيمنته على وزير أبيه ابن عزيز. وبسبب الاضطرابات الداخلية في الدولة السامانية، تتعرض أطراف الدولة لغزو تركي غزنوي جديد. ويبدأ منصور في ملاحقة ابن سينا سعيًا لتسليمه إلى السلطان محمود الغزنوي لوقف الحملة العسكرية التركية. في الوقت ذاته تحاول والدة ابن سينا إتمام زواجه من الفتاة التي سبق أن خطبتها له مع والده، لكن الزواج لا يكتمل. ويغادر ابن سينا منزله قبل وصول جنود الأمير نوح لقرية خرميثن |
| 6          | طريق الفلسفة وبداية الرسالة           | الدولة المأمونية - غرغانج       | أبو العباس مأمون بن محمد (لا يظهر بالمسلسل) | 1002–1012 م       | يبدأ ابن سينا رحلة شاقة من بلاد السامانيين إلى غرغانج (جرجانية) عاصمة بلاد الخوارزميين المأمونيين، حيث يتعب حصانه في الطريق فيتوقف في إحدى المدن، فيعثر على كتاب للفارابي يتناول فيه كتاب ما وراء الطبيعة لأرسطو، وهو الكتاب الذي شغل فكر ابن سينا كثيرًا. وقد باعه له طالب علم. في تلك الفترة، يعلن السامانيون عن مكافأة لمن يتمكن من إحضار ابن سينا لهم. وأثناء سفره، يصادف جنازة أحد الأشخاص، وبعد أن يسمع دقات قلبه يقوم بإنعاشه فيستعيد المريض وعيه. يبدأ ابن سينا بتعليم حلقة من الطلاب في بلاد الخوارزميين (الخوارزمشاهية)، وتحديدًا غرغانج (جرجانية)، ثم يأتي استدعاء له من البلاط الحاكم. |
| 7          | محنة «البقرة» والهروب من قبضة السلطان | الدولة المأمونية - غرغانج       | أبو العباس مأمون بن محمد (لا يظهر بالمسلسل) | 1002–1012 م       | يحضر ابن سينا إلى البلاط فيستقبله الوزير السهلي حيث كان الأمير أبو العباس مأمون بن محمد في سفر، ويوضح الوزير له أن ابن الأمير يشكو من أنه يتوهم أنه بقرة. فيظهر ابن سينا وكأنه يريد ذبحه، ثم يقول إنه يجب أن “يسمّن البقرة” حتى تتحسن حالته. وهناك يستقر ابن سينا في البلاط ويقوم بالقراءة وبتشريح فأر. وأثناء ذلك تصل رسل السلطان محمود الغزنوي طالبةً ابن سينا، فيساعده الوزير محمد السهلي على الهرب قبل عودة الأمير مأمون من السفر وطلب الوفد تسليم ابن سينا منه شخصيًَّا. يلتقي ابن سينا بأبي الريحان البيروني وأبي سهل المسيحي، حيث يسافرون جميعًا معًا، ثم يغادر الثلاثة معًا في رحلة شاقة، ويضطر البيروني لترك مرصده في غرغانج (جرجانية). |
| 8          | الامتحان الفلسفي في بلاط قابوس        | الدولة الزيارية - جرجان         | قابوس بن وشمكير                             | 1012–1014 م       | أثناء الرحلة، يدور حوار علمي بين ابن سينا والبيروني، وتُطرح مسألة هطول المطر: فبينما يعتقد البيروني أنه لن يهطل بسبب سطوع السماء وخلوها من الغيوم، يتوقع الفلاح الذي يبيتون عنده أنها ستهطل، وبالفعل تهطل الأمطار. يوضح الفلاح أنه يستدل على المطر إذا دخل الكلب إلى الطاحونة. يفترق البيروني عن ابن سينا بسبب تعلّقه بمرصده ويعود إلى غرغانج (جرجانية) في خوارزم، وهو قلق من السلطان محمود الغزنوي. يصل ابن سينا إلى جرجان (في طبرستان) التابعة للدولة الزيارية بزعامة قابوس بن وشمكير. يصل أبو عبيد الجوزجاني ليتتلمذ عند ابن سينا هناك في بلاط الزياريين، ويقابله في حلقة علم، وقد كان الجوزجاني هو طالب العلم الذي باع كتاب الفارابي لابن سينا (في الحلقة السادسة) ويبدو أن الاثنان سيصبحان من جلساء السلطان قابوس الزياري. يخرج عالم وفيلسوف لا يُطرح اسمه (لكن قد يكون أبو الحسين البصري) من مجلس السلطان ويكفّر ابن سينا بسبب قوله بـ “وحدة واجب الوجود”، ورأيه في المعاذ؛ ثم يلتقي الطرفان بالمدينة ويرد ابن سينا بتفريقه بين "وحدة واجب الوجود" التي يقول بها وبين “وحدة الوجود” التي يقول بها بعض الصوفية، ويطالب ابن سينا بمناظرة الرجل، لكن الرجل يرفض ويتهمه بالزندقة. في الوقت ذاته، كان البويهيون والديلم يعادون الزياريين، وينوون خلع قابوس وتنصيب ابنه منوجهر. ومع ذلك، كان قابوس مُعجبًا بفلسفة ابن سينا. يصل بعد ذلك وفد من السلطان محمود الغزنوي إلى قابوس، ويهددونه بأن مدينته “زنديقة باطنية”، وأن سلطان الأتراك المُعظّم توسع في أراضي الخوارزميين المأمونيين وخلع سلطانهم، وقد يفعل الشيء ذاته في أراضي الزياريين، مطالبين إمّا بالجزية والطاعة وتسليم ابن سينا إن كان في بلاده أو بالحرب، وسلّموه صورة لابن سينا رسمها أبو نصر العراقي. |
| 9          | الأسر والخيانة وبداية الطريق إلى الري | الدولة البويهية - الري          | مجد الدولة                                  | 1014–1015 م       | حلقة ذات طابع فلسفي لأبي علي سينا. يُؤسَر السلطان قابوس على يد الأتراك الذين يطالبونه بتسليم ابن سينا. ويظهر في هذه المرحلة أبو عبيد الجوزجاني الذي سيصبح رفيقًا ملازمًا لابن سينا. يعاني ابن سينا من التعب ويُصرّح برغبته في أن يقضي ما تبقى من عمره إلى جانب قابوس. وفي هذه الفترة يبرز توجّه ابن سينا العقلاني. ومع أسر قابوس، يخرج مع الجوزجاني في قافلة متجهة إلى الري، غير أن قائد القافلة المُسمى خورنغ يخونهما ويصرّح أنه اشترى صورةً لابن سينا من مدينة نسا، فيسلمه مقابل سبعمئة دينار ذهبي للبويهيين. ويذكّره ابن سينا بما جرى لطبيب يُسمى منصور الطوسي حين سُلِّم للسلطان محمود فكان جزاء مُسلِّمه ثلاثة جمال من الذهب، ويبدو من كلام ابن سينا أن هذه خدعة. يصل الأمير مجد الدولة، وهو طفل، لملاقاة ابن سينا قبل دخوله الري، لكن التاجر يُنكر وجوده بين يديه طمعًا في جائزة من الغزنويين. غير أن البويهيين يحررونه في النهاية. يحضر الأتراك إلى بلاط مجد الدولة مطالبين بتسليم ابن سينا. فيرافقه مجد الدولة لملاقاة الأتراك الذين يعرفونه منذ صغره، غير أن ابن سينا يرفض مرافقتهم لبلاط الغزنويين. في هذه الأثناء تظهر ملك خاتون (السيدة شيرين)، والدة مجد الدولة وأخيه شمس الدولة. |
| 10         | ملك خاتون وعرض الوزارة                | الدولة البويهية - همدان         | شمس الدولة                                  | 1015–1023 م       | يُهدي الأتراك تاجًا لمجد الدولة، لكنهم يكتشفون أن ملك خاتون هي من تدير شؤون الحكم. يطلبون إذن المرور عبر الري تنفيذًا لرغبة السلطان محمود بلقاء الخليفة العباسي، ويسمح البويهيين له بالعبور بشرط ألا يتجاوز المرافقون خمسمئة، إدراكًا من ملك خاتون أن طلبه كان حيلةً للسيطرة على المدينة. يرفض البويهيون وملك خاتون قبول التاج، ويظهر جليًا أن ملك خاتون هي الحاكمة الفعلية، في حين أن مجد الدولة كان مجرد حاكم صوري لصغر سنه. تُكرم ملك خاتون ابن سينا وتعرض عليه الوزارة، وكانت معجبةً بعقله وعلمه. بل وتعرض عليه الزواج منها أو من إحدى وصيفاتها، إلا أنه يعتذر بلطف، رغم ما بدا من إعجاب متبادل. يغادر ابن سينا الري مودّعًا السيدة شيرين، متجهًا إلى همدان. كانت همدان تخضع لشمس الدولة البويهي، وهو أيضًا ابنها وأخو مجد الدولة. ويظهر هنا وقد تقدّم به العمر، ويعمل الوزير الأكبر لشمس الدولة، بينما تشتد عليه أعراض القولنج التي كانت أعراضها خفيفة في الحلقات السابقة. ولا يزال الجوزجاني ملازمًا له. تُعلن وفاة السلطان محمود الغزنوي ويخلفه ابنه مسعود. وتبدأ المؤامرات ضد شمس الدولة، فيأمر حرسه بمراقبة ابن سينا استعدادًا لتسليمه إلى مسعود إن لزم الأمر، غير أن خصومه في القصر يعزلونه. في هذه الفترة يصل محمود (أخو ابن سينا) إلى همدان على رأس قافلة قادمة من الشام والعراق وقد أصبح تاجرًا ثريًا. ومع نفاد خزينة الدولة، يتهم مسؤولو شمس الدولة ابن سينا بالسبب ويسجنونه ليقايض بهم السلطان مسعود مقابل سبعة آلاف دينار. ويُظهر المسلسل أن شمس الدولة هو من بدّد الأموال. يلتقي محمود بأخيه ابن سينا وهو في طريقه إلى السجن، ويبدأ بجمع المال لإطلاق سراحه.                                                                                              |
| 11         | السجن، المؤلفات، والرحلة الأخيرة      | الدولة الكاكوية - أصفهان وهمدان | علاء الدولة محمد دشمنزيار                   | 1023–1037 م       | يُلقى بابن سينا في السجن، وتُعرض له ذكريات عن والديه وأخيه في صغرهما. يصل أخوه محمود على رأس وفد من التجار والأعيان حاملاً سبعة آلاف دينار ذهبًا ورسالة من نائب الحكومة لإطلاق سراحه. وفي السجن ألّف ثلاثة كتب مهمة: حي بن يقظان، والهداية، وكتاب القولنج. يخرج ابن سينا مع أخيه متجهًا إلى قرية قرمسين (كرمانشاه)، ثم يعود شمس الدولة إلى السلطة ويرغب في عودة ابن سينا إلى الوزارة، فيرسل وفدًا وعلى رأسه الجوزجاني، لكن الأخير يفترق عنهم في قرمسين (كرمنشاه). فيغادر ابن سينا مع أخيه إلى أصفهان هربًا من شمس الدولة. تُعرض مشاهد من ذكرياته في بلاط الأمراء، ثم يُختصر الحديث عن حياته في كنف الدولة الكاكاوية بأصفهان ويرحل مع وفد كاكوي إلى همدان ــ التي خضعت للكاكويين ــ يُتوفى ابن سينا، فيتولى أخوه محمود دفنه. |

## روابط خارجية
- ابن سينا  في قاعدة بيانات الأفلام على الإنترنت (بالإنجليزية)
- مسلسل أبو علي بن سينا على موقع ممثلي إيران
- قرية خرميثن في موقع الجمهرة